# Zaćmienie Słońca z 22 stycznia 1879

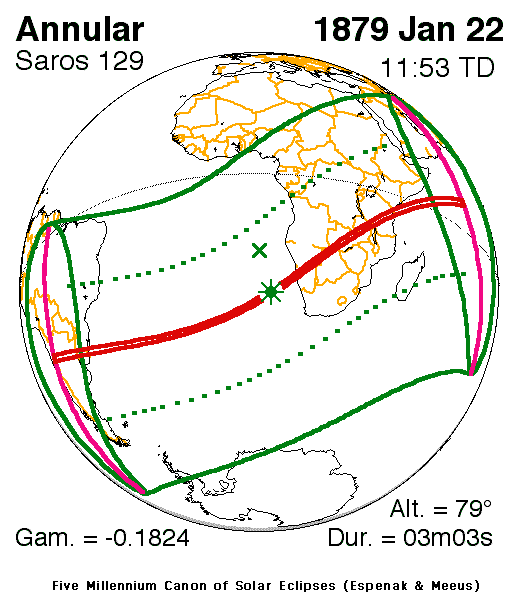
Zaćmienie Słońca z 22 stycznia 1879

Zaćmienie Słońca z 22 stycznia 1879 było widoczne jako zaćmienie obrączkowe w Ameryce Południowej, na południowym Atlantyku, w Afryce Południowej i Wschodniej oraz w środkowo-zachodniej części Oceanu Indyjskiego. Zaćmienie częściowe objęło większą część Ameryki Południowej, kontynent afrykański z wyjątkiej Afryki Zachodniej oraz Półwysep Arabski w Azji i Półwysep Antarktyczny na Antarktydzie. Zaćmienie osiągnęło swoje maksimum nad Atlantykiem u wybrzeży dzisiejszej Namibii, gdzie faza centralna trwała 3 minuty i 3 sekundy.
W czasie zaćmienia rozegrała się bitwa pod Isandlwana, w której starły się oddziały Zulusów i Brytyjczyków. W miejscu bitwy Księżyc przesłonił około 55% tarczy Słońca.